# Diplôme d’Ingénieur
Der Diplôme d’Ingénieur ist ein postgradualer Abschluss im Ingenieurwesen, der in der Regel von den französischen Grandes Ecoles in Engineering verliehen wird. Dieser wird in der Regel nach fünf bis sieben Jahren Studium nach dem Baccalaureat erworben.
Jeder Inhaber des Diplôme d’ingénieur erhält gleichzeitig den Titel Ingénieur diplômé (Diplom-Ingenieur). Dies unterscheidet sich vom Begriff „ingénieur“ (Ingenieur), der weniger reguliert ist. Das Diplôme d’Ingénieur wird in den Vereinigten Staaten und den Ländern der Europäischen Union (sowie in Frankreich und seinen ehemaligen Kolonien) als kombinierter Bachelor-/Master-Abschluss (BS/MS) im Ingenieurwesen anerkannt.
Die meisten Grandes Écoles ermöglichen ihren Studierenden, einen Doppelabschluss an einer Universität (in Frankreich oder im Ausland) zu erwerben. Darüber hinaus können Absolventen des Diplôme d’'Ingenieur nach ihrem Ingenieurstudium eine selektive Promotion anstreben, um später in die Wissenschaft oder eine industrielle F&E-Abteilung einzusteigen.
Der Titel des Diplom-Ingenieurs ist in Frankreich und Nordafrika streng reglementiert und staatlich geschützt.
In Frankreich muss jede Einrichtung, die den Abschluss Ingénieur diplômé verleiht, von der Commission des Titres d’Ingénieur diplomat (im französischen Ministerium für Hochschulbildung und Forschung) akkreditiert sein. Dabei handelt es sich um die offizielle Verwaltungsbehörde, die für die Bewertung von Hochschuleinrichtungen für die Ausbildung professioneller Ingenieure zuständig ist. Wer den Titel „Ingénieur diplômé“ missbraucht, dem drohen eine Geldstrafe von 15.000 Euro und eine Freiheitsstrafe von einem Jahr.
In Deutschland wird der traditionelle Ingenieurtitel ähnlich wie im Französischen ausgesprochen: Diplom-Ingenieur (Dipl.-Ing.).

## Titre d’ingénieur diplômé par l’État
Der Titre d’ingénieur diplômé par l’État (DPE) wird Kandidaten verliehen, die über fünf Jahre Berufserfahrung in üblicherweise Ingenieuren zugewiesenen Funktionen verfügen und bestimmte Prüfungen bestanden haben. Diese werden von den Ingenieurschulen nach einer festgelegten Liste organisiert. Für die Fachrichtung „Chemie“ organisieren beispielsweise folgende Schulen diese Prüfungen: die École nationale supérieure des ingénieurs en arts chimiques et technologiques, das Conservatoire national des arts et métiers, die École supérieure de chimie, physique, électronique de Lyon, das Institut textile et chimique, das Institut national des sciences appliquées de Rouen, die École européenne de chimie, polymères and materiaux und die École nationale supérieure de chimie de Lille.
Der erste Test ist eine „Beurteilung der Erfahrungen und beruflichen Fähigkeiten des Kandidaten“ in Form eines Interviews mit der Jury. Bei erfolgreichem Abschluss besteht die zweite Prüfung aus einer Verteidigung der Arbeit und einer anschließenden Diskussion mit der Jury. Die Stellungnahme der Jury wird anschließend an die nationale Jury übermittelt, die die endgültige Entscheidung trifft.